# L'Héritière de Singapour
Pour plus de détails, voir Fiche technique et Distribution.
L'Héritière de Singapour (Pretty Polly) est une comédie sentimentale britannique réalisée par Guy Green et sortie en 1967.
Il s'agit d'une adaptation de la nouvelle britannique Mes Girls et moi (Pretty Polly Barlow) de Noël Coward parue en 1964.

## Fiche technique
- Titre français : L'Héritière de Singapour[1]
- Titre original anglais : Pretty Polly ou A Matter of Innocence
- Réalisation : Guy Green
- Scénario : Willis Hall, Keith Waterhouse d'après la nouvelle Mes Girls et moi (Pretty Polly Barlow) de Noël Coward parue en 1964.
- Photographie : Arthur Ibbetson
- Montage : Frank Clarke
- Musique : Michel Legrand
- Production : George W. George, George Granat
- Société de production : George-Granat Productions
- Pays de production :  Royaume-Uni
- Langue originale : anglais
- Format : Couleur par Technicolor - 2,35:1 - Son mono - 35 mm
- Genre : Comédie romantique
- Durée : 102 minutes
- Dates de sortie : 
  - Royaume-Uni : 20 septembre 1967
  - France : 31 octobre 1968[1]

## Distribution
- Hayley Mills : Polly Barlow
- Trevor Howard : Robert Hook
- Shashi Kapoor : Amaz
- Brenda de Banzie : Mme Innes-Hook
- Dick Patterson : Rick Preston
- Kalen Liu : Lorelei
- Peter Bayliss : Critch
- Patricia Routledge : Miss Gudgeon
- Dorothy Alison : Mme Barlow
- David Prosser : Ambrose
- Toni Murphy : La touriste
- Ric Young (sous le nom d'« Eric Young ») : Lim Kee
- Sarah Abdullah
- Anthony Chinn : Le propriétaire japonais
- S.Y. Han : L'ophtalmologiste